# Talkeetna (Alasca)
Talkeetna é uma Região censo-designada localizada no estado americano de Alasca, no Distrito de Matanuska-Susitna. Fica no entroncamento de três rios, o Chulitna, o Talkeetna e o Susitna. A economia está voltada para os esportes, sobretudo graças à sua proximidade com o Denali (também conhecido como Monte McKinley) e a quantidade de salmões nas águas dos rios próximos ao povoado.

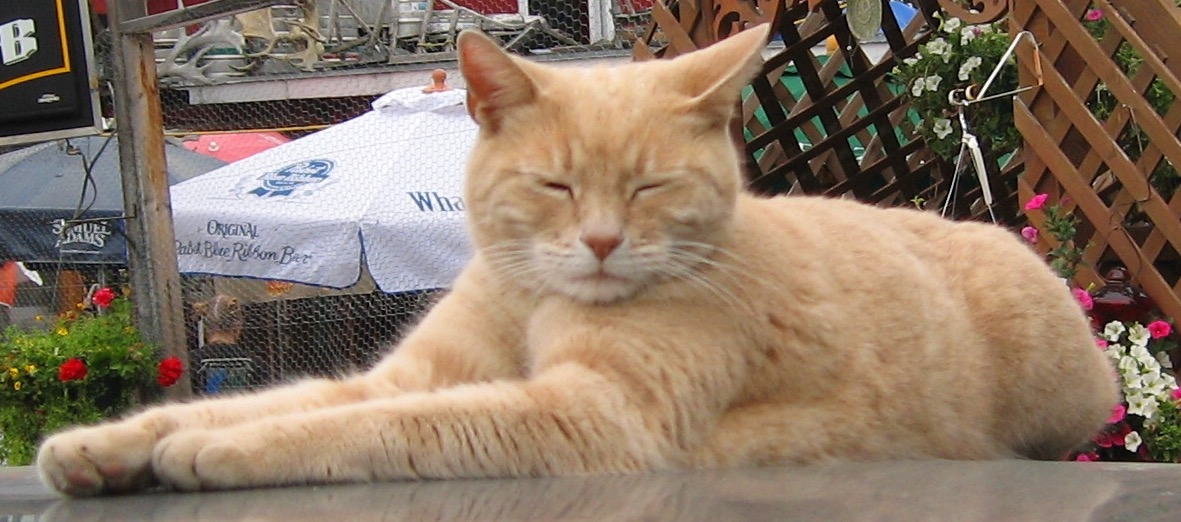
Stubbs, prefeito honorário de 1997 a 2017.

Talkeetna é conhecida por eleger um gato como prefeito, que esteve no cargo desde que nasceu, durante 20 anos, e seu nome é Stubbs. Stubbs morreu em 21 de julho de 2017, com a idade de 20 anos e 3 meses.

## Demografia
Segundo o censo americano de 2000, a sua população era  cerca de 900 habitantes.

## Geografia
De acordo com o United States Census Bureau, a localidade tem uma área de 111,3 km², dos quais 107,7 km² cobertos por terra e 3,6 km² cobertos por água.

## Localidades na vizinhança
O diagrama seguinte representa as localidades num raio de 64 km ao redor de Talkeetna.